# Embalse de Giribaile
El embalse de Giribaile es un pantano situado en el río Guadalimar, en la Cuenca del Guadalquivir entre las comarcas de La Loma de Úbeda y El Condado.

## Historia
De reciente construcción entre 1993 y 1997, su muro se sitúa sobre las faldas del paraje La Lambra, y sumerge parte de los términos municipales de Ibros, Vilches, Rus, Canena, Úbeda, Navas de San Juan y Sabiote. 
Alberga un inmenso lago artificial de las aguas remansadas del río, el llamado «mar de La Loma» es el segundo más grande de Jaén y el tercero de la cuenca del Guadalquivir con una capacidad de 475 hm³.
Bajo sus aguas se ha sumergido el monumental Puente Ariza del siglo xvi del arquitecto Andrés de Vandelvira, que se está estudiando cómo protegerlo de las aguas. Asimismo tres viviendas se vieron inundadas y 12 habitantes tuvieron que desplazarse.
Tiene usos para riego, pesca, baño, electricidad y dispone de embarcadero turístico.